# Julio Baghy
Dans le nom hongrois Baghy Gyula, le nom de famille précède le prénom, mais cet article utilise l’ordre habituel en français Gyula Baghy, où le prénom précède le nom.
 (mai 2021).

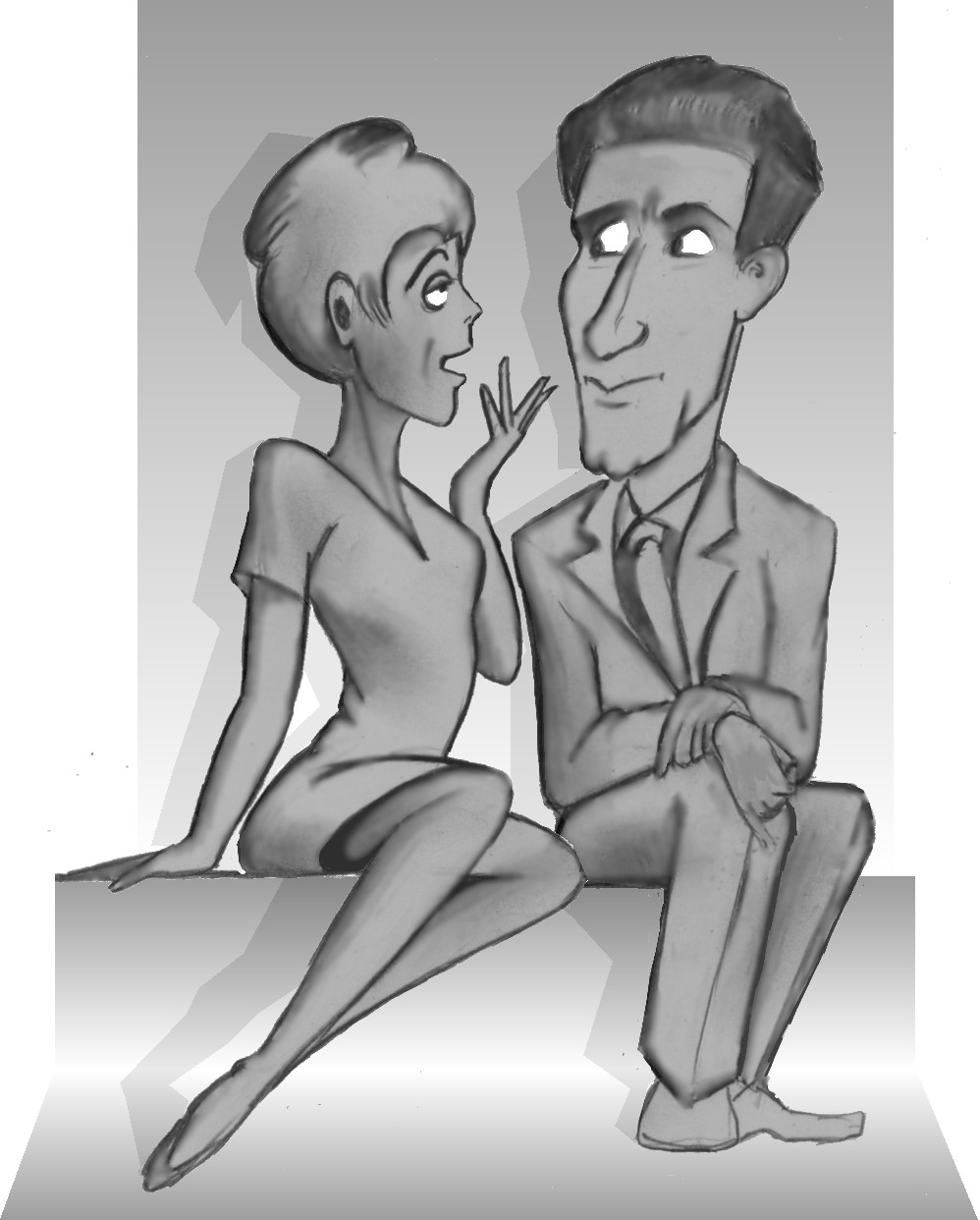
Caricature de J. Baghy par S. Sire, parue dans la revue La Ondo de Esperanto, en illustration d'une de ses nouvelles

Julio Baghy, né Gyula Baghy (/ˈɟulɒ/, /ˈbɒgi/) le 13 janvier 1891 à Szeged et décédé le 18 mars 1967 à Budapest, est un écrivain et acteur hongrois, ayant beaucoup écrit en espéranto. Il commença à s'intéresser à l'espéranto en 1911. Il est l'auteur de plusieurs romans célèbres mais c'est surtout dans le domaine de la poésie qu'il a prouvé son habileté à manier l'espéranto.

## Biographie
Son père était acteur et sa mère souffleuse dans un théâtre. Il commença à exercer la profession d'acteur et régisseur dans divers théâtres, mais la guerre interrompit sa carrière et le poussa pour six années loin de son pays. C'est à cette époque, alors qu'il était prisonnier de guerre en Sibérie, qu'il commença à travailler pour le mouvement espérantophone.
Baghy est l'auteur de deux livres célèbres qui ont pour thème sa captivité en Sibérie : Viktimoj (« Victimes »), 1925, et Sur sanga tero (« Sur une Terre de Sang »), 1933, réédités en un seul volume en 1971. Son roman satirique Hura!, 1930 connut un succès moindre. Baghy écrivit une suite à ce roman, Insulo de Espero (« Île de l'espoir »), disparu durant la Seconde Guerre mondiale. On lui doit un autre roman célèbre : Printempo en la Aŭtuno (« Printemps en Automne »), 1931.
Mais il est surtout connu pour sa poésie. Ses premiers poèmes datent de sa captivité en Russie et provoquèrent alors la surprise et la joie. Jusqu'alors les poètes (dont Zamenhof) qui écrivaient en espéranto étaient limités par la langue encore jeune et en dehors de Grabowski, aucun poète ne s'était vraiment imposé.
Parmi ses recueils de poésie, on peut citer Pilgrimo (paru en 1926) et La Vagabondo Kantas, (1933). En 1966 il fit paraître Ĉielarko (« Arc-en-ciel »), réécriture en vers de fables de douze peuples. Son dernier recueil de poèmes, Aŭtunaj folioj (« Feuilles d'automnes ») fut publié après sa mort en 1970.
Durant sa jeunesse il avait écrit de nombreux poèmes et nouvelles, parus dans des journaux hongrois. En 1911 il fit la connaissance de l'espéranto et de son « idée interne ». Il commença à travailler pour l'espéranto en donnant des cours pendant sa captivité en Sibérie. Revenu en Hongrie après la guerre, il devint l'un des principaux enseignants d'espéranto : cours, animation de groupes de discussion, de soirées littéraires, etc. Il a animé de nombreux cours en Estonie, Lettonie, aux Pays-Bas, en France, etc. en utilisant la méthode Cseh.
Il s'occupa des représentations théâtrales (en tant qu'acteur et régisseur) de plusieurs congrès mondiaux d'espéranto. Il travailla à la réorganisation du mouvement espérantophone international. Il a également beaucoup œuvré pour la culture : c'est à lui par exemple que revient l'idée de faire de la date anniversaire de la naissance de Zamenhof le jour du livre en espéranto.
Il a collaboré à de nombreux journaux espérantophone et fut un des rédacteurs en chef de Literatura Mondo (jusqu'en 1933). On retrouve dans ses œuvres sa devise : « Amo kreas pacon, Paco konservas homecon, Homeco estas plej alta idealismo. » (« L'amour crée la paix, la Paix préserve l'Humanité, l'Humanité est l'idéalisme le plus haut »).
Plusieurs de ses œuvres ont été primées par l'Académie d'espéranto et nombre de ses romans et nouvelles ont été traduits dans différentes langues.

## Principales œuvres
- Viktimoj (1925)
- Dancu Marionetoj! (1927)
- Migranta Plumo (1929)
- Printempo en la Aŭtuno (1931)
- Paŭlo Paal (1933)
- Sur sanga tero (1933)
- La Teatra Korbo (1934)
- Koloroj (1960)